# Chambre des députés (Troisième République)
Pour les autres articles nationaux ou selon les autres juridictions, voir Chambre des députés.
- Extrême-gauche: 20 sièges
- Union républicaine: 88 sièges
- Gauche républicaine: 138 sièges
- Centre-gauche: 114 sièges
- Divers: 4 sièges
- Constitutionnalistes et orléanistes: 43 sièges
- Bonapartistes: 97 sièges
- Légitimistes: 30 sièges

En France, de 1875 à 1940 sous la Troisième République, la Chambre des députés est le nom porté par l'assemblée législative élue au suffrage universel. Lorsque, celle-ci, accompagnée du Sénat, était réunie à Versailles (formant l'Assemblée nationale) elle procédait à l'élection du président de la République.

## Description générale

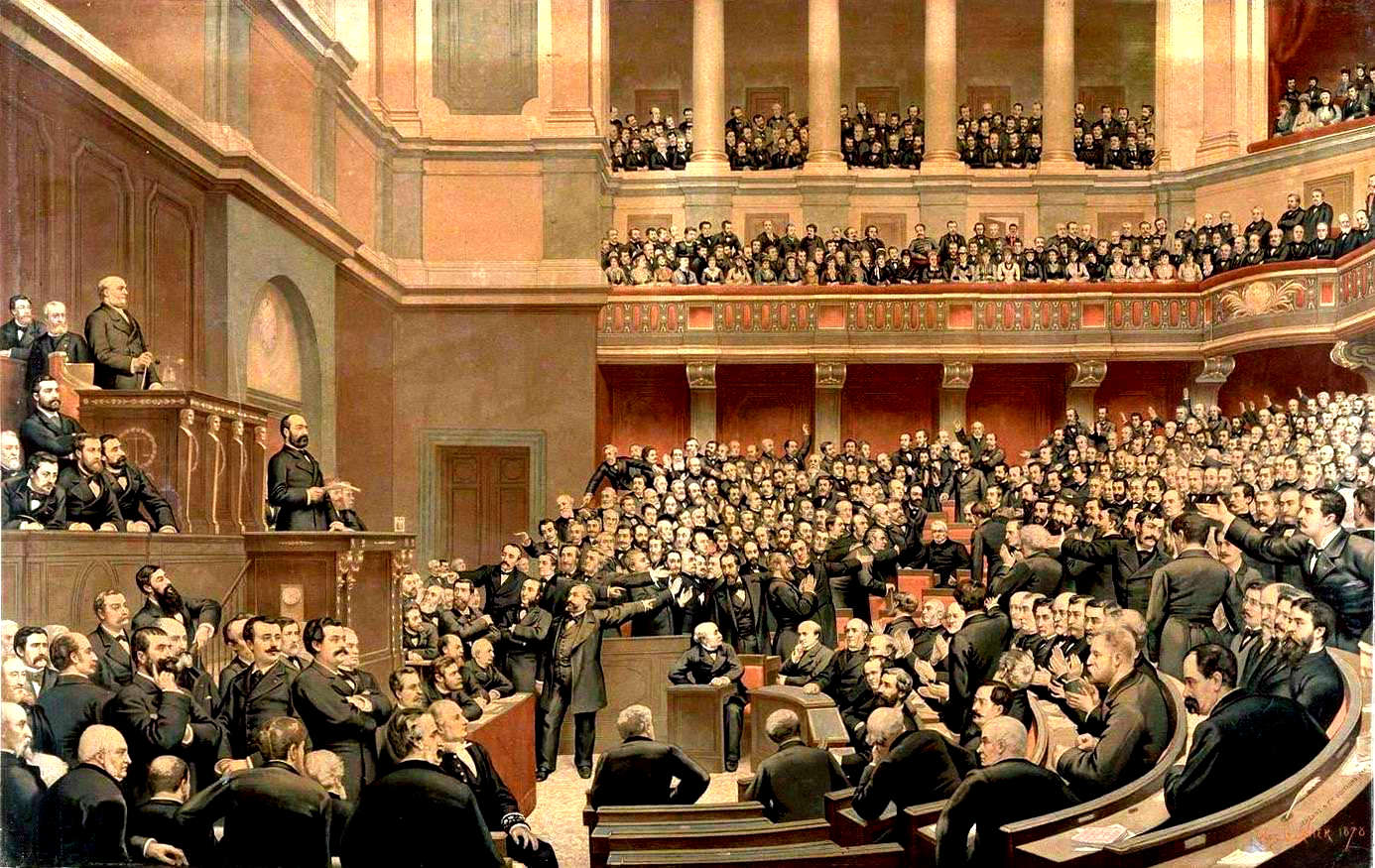
Incident de séance entre monarchistes et républicains lors de la séance du 16 juin 1877 de la Chambre des députés qui siégeait à Versailles jusqu’en 1879, dans la salle aujourd’hui affectée au Congrès (Le Libérateur du Territoire de Jules-Arsène Garnier).

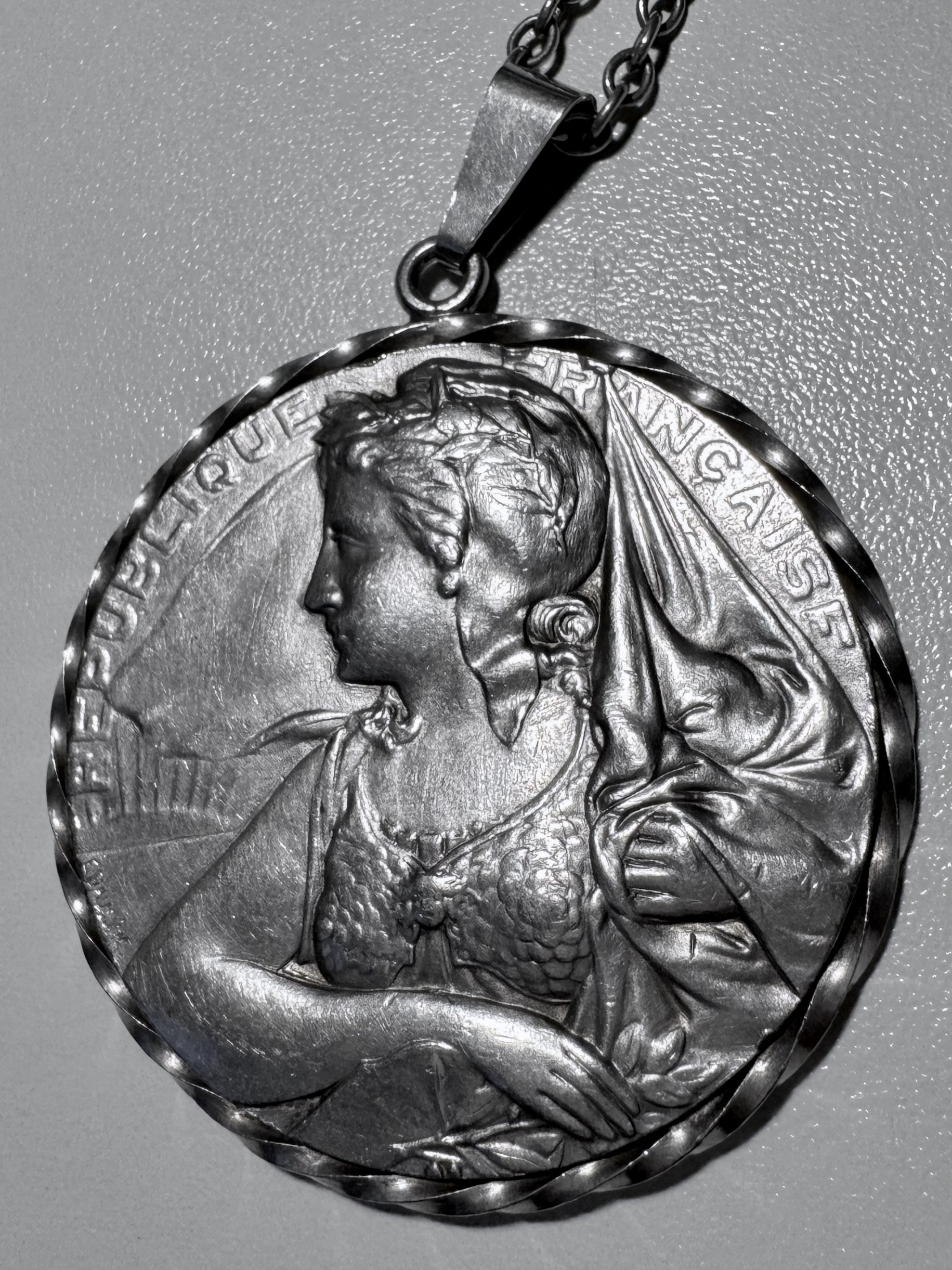
Medaille d’Identité Chambre des Députés

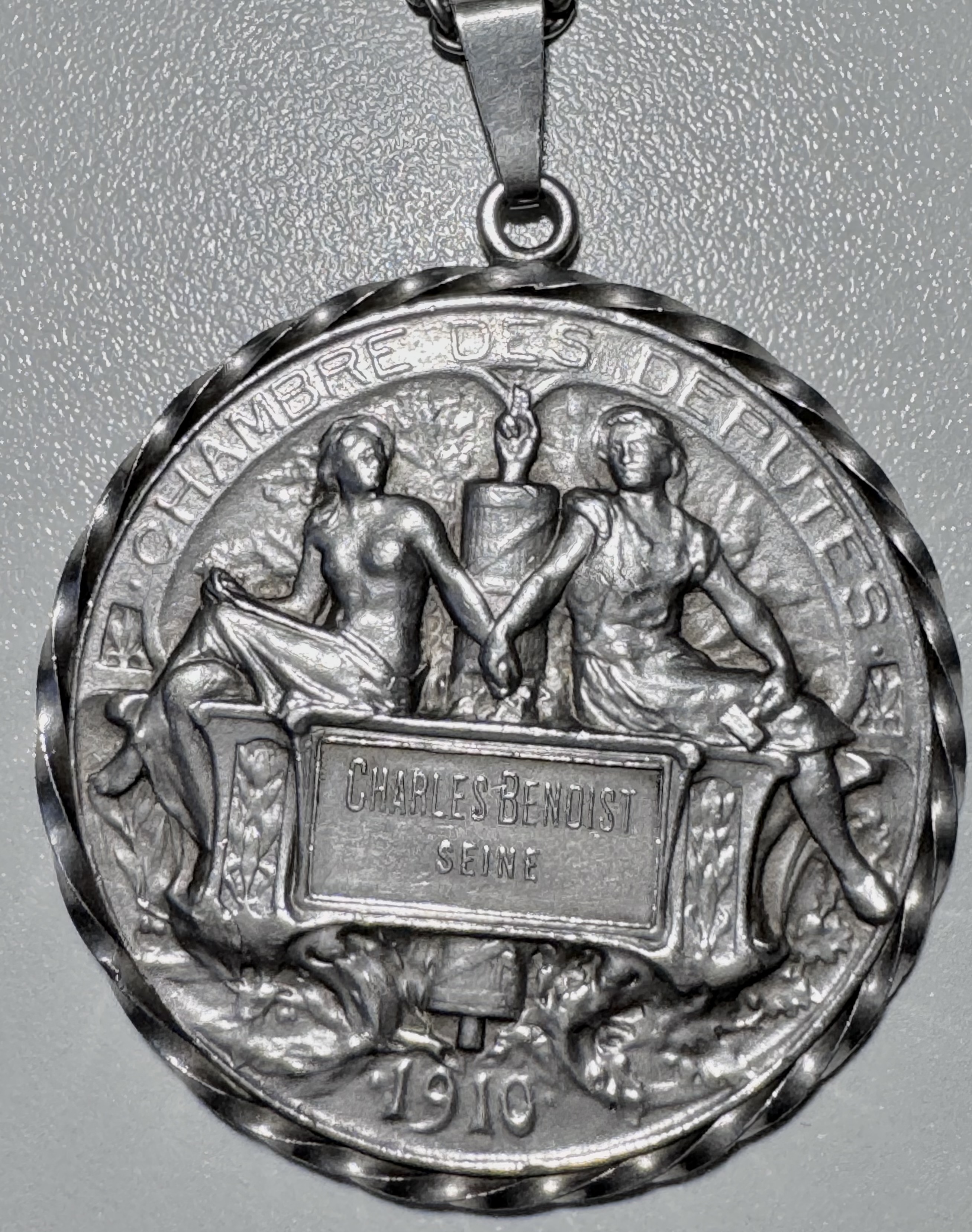
Médaille d'identité à la Chambre des Députés, ici: pour Charles Bendist, Seine, de 1910

La Chambre des députés était élue selon le système majoritaire pour 4 ans (entre 520 et plus de 600 députés selon les législatures). Il y a eu 17 législatures. C'est au cours de cette période que les pratiques parlementaires républicaines commencent véritablement à s'imposer. Les deux hémicycles sont alors marqués par des débats agités, animés par des grands orateurs, tels que : Léon Gambetta, Jules Ferry, Georges Clemenceau, Jean Jaurès, entre autres. Pendant longtemps, la notion de parti et de groupe politique est absente de l'organisation parlementaire (les premiers groupes politiques sont formés au début du XXe siècle) ; pourtant, l'ensemble hétéroclite des Républicains est à l'origine d'un profond fractionnement des tendances politiques, et d'une instabilité gouvernementale récurrente.
Les avocats représentent une part importante des effectifs de la Chambre. Ainsi, celle-ci comporte en 1924, lors du Cartel des gauches, 140 avocats et 9 professeurs de droit. En 1936, sous le Front populaire, elle compte 110 avocats et 8 professeurs de droit.
C'est à partir de la Troisième République qu'une indemnité est mise en place pour les parlementaires, même si elle existe sous une autre forme puisque c'est le 1er septembre 1789, que l’Assemblée vote une indemnité législative de 18 livres par jour. Elle est motivée par ce que tout citoyen, même modeste, doit pouvoir être élu représentant ; il fallait donc lui accorder un revenu important, sans quoi les assemblées n'auraient été occupées que par des notables ou des rentiers. Au 1er janvier 1938, le montant de cette indemnité parlementaire est de 82 500 francs par an. Elle trouve son origine dans le principe de misthophorie, qui permettait dans l'Athènes classique de percevoir le triobole en remboursement d'une journée non travaillée passée à l'Ecclesia.

### Mode d'élection
La Chambre des députés de la IIIe République est, le plus souvent, élue au scrutin uninominal majoritaire par arrondissement à deux tours, sans réduction du nombre de candidats au second. Cependant, le mode de scrutin est plusieurs fois modifié. 
- La loi du 16 juin 1885 instaure un scrutin de liste majoritaire dans le cadre du département. Les élections d'octobre 1885 sont les seules à se dérouler selon ce système.
- La loi du 13 février 1889 rétablit le scrutin uninominal majoritaire à deux tours, applicable dès les élections de 1889.
- La loi du 12 juillet 1919 instaure un scrutin de liste à la proportionnelle avec une très forte prime à la majorité (modifiée par les lois des 20 février 1920, 15 mars 1921 et 8 avril 1921). Les élections de novembre 1919 et de 1924 se déroulent selon ce système.
- La loi du 21 juillet 1927 rétablit le scrutin uninominal majoritaire à deux tours pour les élections de 1928.

Ainsi, 15 des 17 élections élections législatives de la IIIe République se déroulent avec un système majoritaire, et 2 avec un système à visée proportionnelle.

### Compétences et rôle
La Chambre des députés avait le pouvoir de censurer le gouvernement, par le biais de procédures telles que l’interpellation, provenant du principe de responsabilité politique des ministres, inscrit dans la Constitution de 1875. Ce principe, et les moyens mis en œuvre pour l’appliquer, constituaient alors l’une des pièces maîtresses du fonctionnement du régime parlementaire. Son équivalent était le droit de dissolution, que pouvait exercer l’exécutif sur la Chambre basse. Après l’épisode Mac Mahon de 1877, et la tombée en désuétude du droit de dissolution, la Chambre des députés continue d’exercer largement son pouvoir sur l’exécutif, provoquant la chute de nombreux gouvernements, et entraînant un déséquilibre des pouvoirs qui sera par la suite qualifié de « parlementarisme à la française » ou par d'autres auteurs de « régime d'Assemblée ».

### Groupes et personnages clefs du parlementarisme sous laIIIeRépublique
- Groupes parlementaires : Royalistes (Légitimistes et Orléanistes), Républicains (Libéraux, Opportunistes, Radicaux et Socialistes) ;
- Personnages historiques : Henri V, Albert de Broglie, Adolphe Thiers, Léon Gambetta, Jules Ferry, Georges Clemenceau, Jean Jaurès, Georges Boulanger.

### Liste des présidents de la Chambre des députés
- 13 mars 1876 - 30 janvier 1879 : Jules Grévy
- 31 janvier 1879 - 27 octobre 1881 : Léon Gambetta
- 3 novembre 1881 - 7 avril 1885 : Henri Brisson
- 8 avril 1885 - 3 avril 1888 : Charles Floquet
- 4 avril 1888 - 11 novembre 1889 : Jules Méline
- 16 novembre 1889 - 10 janvier 1893 : Charles Floquet
- 10 janvier 1893 - 3 décembre 1893 : Jean Casimir-Perier
- 5 décembre 1893 - 30 mai 1894 : Charles Dupuy
- 2 juin 1894 - 27 juin 1894 : Jean Casimir-Perier
- 5 juillet 1894 - 12 décembre 1894 : Auguste Burdeau
- 18 décembre 1894 - 31 mai 1898 : Henri Brisson
- 1er juin 1898 - 31 mai 1902 : Paul Deschanel
- 10 juin 1902 - 12 janvier 1904 : Léon Bourgeois
- 12 janvier 1904 - 10 janvier 1905 : Henri Brisson
- 10 janvier 1905 - 7 juin 1906 : Paul Doumer
- 8 juin 1906 - 13 avril 1912 : Henri Brisson
- 23 mai 1912 - 10 février 1920 : Paul Deschanel
- 12 février 1920 - 31 mai 1924 : Raoul Péret
- 9 juin 1924 - 21 avril 1925 : Paul Painlevé
- 22 avril 1925 - 20 juillet 1926 : Édouard Herriot
- 22 juillet 1926 - 10 janvier 1927 : Raoul Péret
- 11 janvier 1927 - 31 mai 1936 : Fernand Bouisson
- 4 juin 1936 - 9 juillet 1940 : Édouard Herriot

### Liste des tendances de la Chambre des députés
- 1871 : royaliste (392 députés sur 634)
- 1876-1885 : dominante républicaine
- 1889-1898 : dominante à gauche (radicaux-républicains modérés)
- 1902-1914 : dominante à gauche avec un glissement vers le groupe socialiste
- 1919-1938 : quatre groupes dominants, système d'alliances

### La fin de la Chambre des députés
La dernière séance de la Chambre des députés a été présidée par Édouard Herriot le 9 juillet 1940.
Elle est prorogée et ajournée par Philippe Pétain dans l'acte constitutionnel no 3 du 11 juillet 1940.